# Easy Cure
Pour les articles homonymes, voir Cure.
Easy Cure était un groupe punk britannique formé en janvier 1977 par les membres de Malice, qui ont simplement changé le nom de leur formation ; après quelques modifications de personnel, le groupe abrégea son nom en mai 1978 et devint The Cure.

## Biographie

### Janvier 1977 - septembre 1977
Après le départ de Martin Creazy et l'abandon du nom de Malice, Robert Smith (guitare), Michael Dempsey (basse), Lol Tolhurst (batterie) et Porl Thompson (guitare) cherchent un chanteur qu'ils trouvent en la personne d'un dénommé Gary X en mars. Mais celui-ci est viré et remplacé le mois suivant par Peter O'Toole (à ne pas confondre avec l'acteur du même nom) : c'est avec ce chanteur que le groupe donne son premier concert sous son nouveau nom au St Edward's Hall à Crawley le 22 avril 1977.
Pour répondre à une annonce parue dans la presse du label Hansa Records, qui recherche de nouveaux talents, Easy Cure enregistre une démo dans la maison des parents de Robert Smith et l'envoie au label qui répondra favorablement. Après une audition à Londres, le groupe signe un contrat de cinq ans.
Mais en septembre, Peter O'Toole quitte la formation pour aller en Israël vivre dans un kibboutz. Robert Smith, désormais plus confiant, se décide à assurer le chant.

### Septembre 1977 - mai 1978
Les concerts se multiplient, et le groupe enregistre deux démos sur cassettes pour le label Hansa, y figurent les chansons « Meathook », « See the Children », « Pillbox Tales », « I Want to be Old », « I Just Need Myself », « Killing an Arab », « I'm Cold » et trois reprises: « I Saw Her Standing There », « Rebel Rebel » et « Little Girl ». Mais le label annonce qu'il ne veut pas de leurs compositions pour sortir un disque et veut leur imposer des reprises. Les musiciens ne l'entendent pas de cette oreille et ne cèdent pas, ils veulent que « Killing an Arab » soit leur premier single. Finalement le contrat sera dissous fin mars 1978.
Entre-temps, le groupe a fait la connaissance de Simon Gallup, bassiste du groupe Lockjaw qui partageait avec Easy Cure l'affiche d'un concert à The Rocket, un pub de Crawley, en février. C'est le début d'une longue amitié entre Robert Smith et Simon Gallup. 
Le 3 mai 1978 Porl Thompson est écarté du groupe : son jeu de guitare ne correspondait plus à ce que Robert Smith cherchait. Comme pour bien marquer un nouveau départ, le chanteur simplifie le nom du groupe, désormais réduit à un trio : Easy Cure devient The Cure.

## Enregistrements officiels
- « Heroin Face » (live in the Rocket, crawley, 12/77) figure sur la version cassette de Concert en 1984 et sur l'édition Deluxe de Three Imaginary Boys en 2004.
- « I Want to Be Old » (demo 11/77)
- « I'm Cold » (version demo 11/77)
- « I Just Need Myself » (demo 1/78)
- « The Cocktail Party » (demo 3/78)
- « Grinding Halt » (version demo 4/78)

Les cinq derniers titres figurent aussi sur l'édition Deluxe de Three Imaginary Boys.